# Dumont d'Urville (forskningsstation)
Dumont d'Urville är en fransk forskningsstation på ön Île des Pétrels i Adélieland. Den invigdes 1956, och ersatte då den tidigare forskningsbasen Port-Martin (sex mil österut), som förstörts i en brand 1952. Forskningsstationen drivs av Institut polaire français Paul-Émile Victor (IPEV), och kan hysa 30-40 personer vintertid. Den har fått sitt namn efter upptäcktsresanden Jules Dumont d’Urville. 
Den Oscarsbelönade dokumentären Pingvinresan från 2005 filmades med Dumont d'Urville som bas.